# Hoplostethus tenebricus
Hoplostethus tenebricus är en fiskart som beskrevs av Kotlyar, 1980. Hoplostethus tenebricus ingår i släktet Hoplostethus och familjen Trachichthyidae. Inga underarter finns listade i Catalogue of Life.